# Ovulacija
Ovulacija je deo estrusnog ili menstrualnog ciklusa sisara kada dolazi do pucanja Grafovog folikula u jajniku i oslobađanja zrele jajne ćelije. Jajne ćelije napuštaju jajnike i odlaze u infudibulum (proširenje jajovoda u vidu levka) gde čekaju oplodnju, pa u jajovode. Tokom putovanja jajovodima do materice, kao i u materici, moguće je oplođenje. Ukoliko do oplođenja ne dođe, odumrla jajna ćelija se zajedno sa endometrijumom (sluzokožom materice) izluči — ovo krvarenje naziva se menstruacija.

## Ovulacija kod žena
U menstrualnom ciklusu žena ovulacija nastupa oko 14. dana ciklusa. Period ovulacije („plodni dani“, period od 5 dana pre ovulacije do 2 dana posle nje) je vreme kada žena može da zatrudni. Postoji više načina za utvrđivanje ovulacije, kao što je praćenje iscetka iz vagine, merenje bazalne temperature i upotreba ovulacijskih testova.

## Spoljašnje veze
- Ovulacija i plodni dani
- Tabela za praćenje ovulacije i plodnih dana
- Praćenje ovulacije - Merenje bazalne temperature
- Praćenje ovulacije - Iscedak iz vagine
- Praćenje ovulacije - Promene na grliću materice
- Praćenje ovulacije - Ovulacijski testovi
- Menstrualni ciklus, plodni dani